# Hiruko the Goblin
Hiruko the Goblin (ヒルコ/妖怪ハンター?, Hiruko/Yōkai Hantā) è un film del 1991 scritto, diretto e montato da Shinya Tsukamoto. Il regista accettò di girare il film per conto della casa di produzione Shochiku, in modo da ottenere finanziamenti per i suoi prossimi progetti.

## Trama
Avventuratisi in una caverna sotterranea nei pressi della scuola, il professore Takashi Yabe ed una sua alunna (Reiko) risvegliano inavvertitamente il demone Hiruko. Sotto la forma di un mostruoso ragno con la testa umana (della studentessa), il demone fugge dalla grotta e penetra nella scuola, decapitando le sue vittime, alcuni studenti. L'unico studente a scampare la morte è Masao, figlio di Yabe, tratto in salvo dall'archeologo Heida, studioso e grande conoscitore del demone. Heida e Maso si trovano soli a fronteggiare l'Hiruko e la loro unica speranza di salvezza è rinchiudere il demone nella caverna.